# Riu Gurghiu
El Gurghiu (en hongarès Görgény-patak, en alemany: Rosengraben) és un riu de les muntanyes Gurghiu, al comtat de Mureș, al nord de Romania. És un afluent esquerre del riu Mureș.
Flueix pels municipis Ibăneşti, Hodac, Gurghiu i Solovăstru, i s'uneix al Mureș a la ciutat de Reghin. La seva longitud és de 53 km (33 mi) i la seva mida de conca és de 563 km².

## Afluents
Els rius següents són afluents del riu Gurghiu (de la font a la desembocadura):
- Esquerra: Secuș, Sebeș, Șirod i Orșova
- Dreta: Lăpușna, Neagra, Fâncel, Tisieu, Tireu, Isticeu i Cașva